# Prospect Glacier
Prospect Glacier är en glaciär i Antarktis. Den ligger i Västantarktis. Argentina, Chile och Storbritannien gör anspråk på området. Prospect Glacier ligger 405 meter över havet.
Terrängen runt Prospect Glacier är varierad. Trakten är obefolkad. Det finns inga samhällen i närheten.